# Montanha deth Dossau
La Montanha deth Dossau és una serra situada al municipi de Naut Aran a la comarca de la Vall d'Aran, amb una elevació màxima de 2.522 metres.